# TNFRSF12A
Il recettore del fattore di necrosi tumorale 12A, anche noto come recettore Tweak, è una proteina recettoriale che, nell'essere umano, è codificata dal gene TNFRSF12A e fa parte della superfamiglia dei recettori del fattore di necrosi tumorale.

## Significato clinico
L'espressione di tale recettore e del suo ligando TWEAK (TNFSF12) è regolata da NFAT1 e costimolata dalla lipocalina-2 e gioca un ruolo nell'aumento delle capacità invasive delle neoplasie della mammella.